# ال‌ا بانبا (سی‌ام ۱۱)
ال‌ا بانبا (سی‌ام ۱۱) (به انگلیسی: LÉ Banba (CM11)) یک کشتی بود که طول آن ۴۲٫۶۷ متر (۱۴۰٫۰ فوت) overall بود. این کشتی در سال ۱۹۵۴ ساخته شد.